# Autosom
Autosom je svaki kromosom koji ne spada u spolne kromosome, tj. ne određuje spolne karakteristike organizma. U diploidnim stanicama autosomi se normalno nalaze u parovima, svaki od kojih naslijeđen je od jednog roditelja. Za razliku od autosoma, par spolnih kromosoma u diploidnoj stanici može biti različit (npr. par XY u muškarca).
Sve diploidne stanice čovjeka u svojoj jezgri sadrže 22 para autosoma i jedan par spolnih kromosoma; ukupno 46 kromosoma. Parovi autosoma kod čovjeka označeni su rednim brojevima od 1 do 22, poredani otprilike po dimenzijama i broju nukleotida, dok su spolni kromosomi označeni slovima X i Y.
| Ljudski kromosomi | Ljudski kromosomi |
| --- | ----------------- |
| žena (XX) | muškarac (XY)     |
| |                   |
| Postoje dvije kopije svakog autosoma (kromosomi od 1 do 22) i u žena i u muškaraca. Spolni se kromosomi razlikuju: postoje dvije kopije X kromosoma u žena i jedan kromosom X i jedan kromosom Y u muškaraca. |                   |